# Tracks (Collin Raye)
Tracks è l'ottavo album in studio del cantante statunitense Collin Raye, pubblicato il 2 maggio 2000 dalla Epic Records.

## Tracce
1. She's All That – 3:27 (Collin Raye, Scott Wray)
2. I Want to Be There – 3:52 (Tommy Lee James, Robert Hart, Stephony Smith)
3. Completely – 3:51 (Marc Beeson, Travis Ryan Lelesch, Jeff Wood)
4. Couldn't Last a Moment – 3:41 (Danny Wells, Jeffrey Steele)
5. You Will Always Be Mine – 5:00 (Travis Ryan Lelesch)
6. A Long Way to Go – 3:40 (Richard Fagan, Gordon Kennedy)
7. Harder Cards – 3:54 (Craig Wiseman, Mike Henderson)
8. Landing in Love – 3:54 (Chuck Jones, Chuck Cannon)
9. Loving This Way (con Bobbie Eakes) – 3:29 (Allison Mellon, Gene LeSage)
10. You Still Take Me There – 3:42 (Del Gray, Brett James, Thom McHugh, Travis Ryan Lelesch)
11. Water and Bridges – 3:31 (Tim Nichols, Craig Wiseman)
12. She's Gonna Fly – 4:42 (Jason Blume, Karen Taylor-Good)

## Classifiche
| Classifiche (2000) | Posizione massima |
| ------------------ | ----------------- |
| Stati Uniti        | 81                |